# Francisco Courbis
Francisco Javier Courbis Grez (30 de abril de 1954) es un ingeniero y empresario chileno, exgerente general de la compañía eléctrica Colbún y de la cadena de farmacias Salcobrand, dos de las firmas con mayor participación de mercado en sus respectivas industrias a nivel local.
Estudió ingeniería civil mecánica en la Pontificia Universidad Católica de Chile de la capital.
En su primera etapa laboral trabajó en CTC, VTR y el Ferrocarril de Antofagasta a Bolivia (Fcab).
En abril de 1997 arribó a Colbún, luego de que la belga Suez Energy (ex Tractebel) y el grupo local Matte ganaran el proceso de privatización lanzado por el Estado chileno. Por los siguientes ocho años lideró el proceso de crecimiento y expansión de la compañía. Salió de la misma una vez que la familia Matte tomó el control exclusivo de la generadora.
De 2006 y hasta mediados de 2007 lideró la cadena Salcobrand, una de las tres mayores del país andino junto con Ahumada y Cruz Verde.